# Robert Turnbull Macpherson

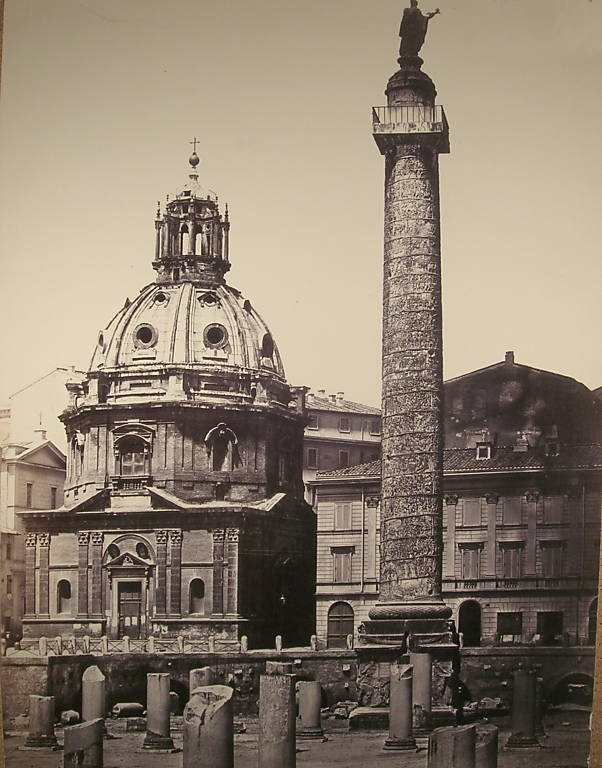
Trajánův sloup (vpravo), v popředí je řada malých rozbitých kamenných sloupů; v pozadí vlevo je Kostel Santa Maria di Loreto

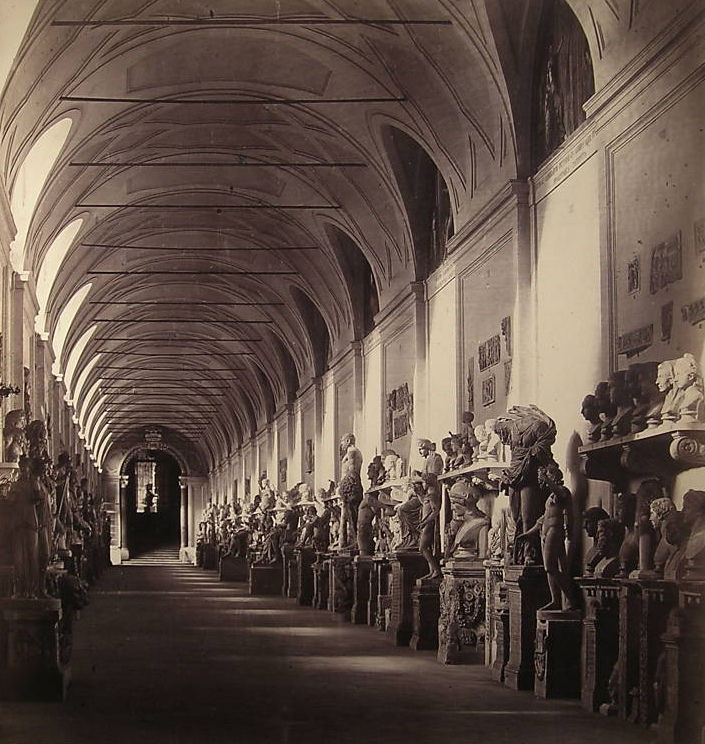
Il Museo Chiaramonti, Vatikánské muzeum, Řím

Robert Turnbull Macpherson (27. února 1811(nebo 1814) Dalkeith, Skotsko – 17. listopadu 1872) byl skotský umělec a fotograf, který pracoval v italském Římě během 19. století.

## Mládí
Robert Turnbull Macpherson se narodil 27. února 1814 ve městě Dalkeith ve Skotsku. Vystudoval obor lékařství na University of Edinburgh v období od roku 1831 do 1835. Medicínu však zřejmě nedokončil, poté studoval umění na Royal Scottish Academy v Edinburghu, kde mezi 1835 a 1839 vystavoval portréty. V roce 1840 opustil Skotsko a odjel do Říma, Itálie.

## Počátek kariéry v Římě
Během svých prvních letech v Římě, Macpherson praktikoval své umění malíře. Zatímco existují záznamy o několika dílech z období mezi 1840 a 1845, jeho jediná známá dochovaná práce je velká olejomalba římského venkova (Campagna romana), z roku 1842.
Kromě malby pracoval jako obchodník s uměním. Nejpozoruhodnějším jeho přírůstkem do sbírky byla velká tmavá dřevěná deska o rozměrech 162 cm × 150 cm, kterou získal v roce 1846. Poté, co jednu část vyčistil, zjistil že se jedná o nedokončené dílo Michelangela Kladení do hrobu Kristova pocházející asi z roku 1500 nebo 1501. Macpherson propašoval obraz z Říma, a roku 1868 jej prodal Národní galerii v Londýně za 2000 liber.
V roce 1847 se Macpherson zamiloval do sedmnáctileté Louisy Gerardiny ("Geddie") Bateové, když cestovala z Londýna do Říma v doprovodu své tety, historičky umění Anny Jamesonové. Macpherson a Bateová se i přes námitky jejích rodičů i tety v září 1849 vzali.

## Fotografie
V Římě začal fotografovat město a jeho památky, dokonale skloubil obraz objektů v popředí s pozadím, všímal si průhledů skrze zříceniny a podobně.
V roce 1851, když se mu nepodařilo prosadit jako malíř, začal se Macpherson věnovat novému umění fotografie s využitím mokrého kolódiového procesu (albuminový) na skleněných negativních deskách. V roce 1856 přešel na suchý želatinový proces (kolodio albuminový), což umožňovalo snadnější transport a manipulaci se suchými deskami. Typicky používal velký formát negativů a dlouhé expoziční doby k zachycení nejmenších detailů románské architektury, památek, zřícenin, krajin a soch.
Dbal přitom na pečlivou kompozici scény, při které dokázal zachytit trojrozměrnou architekturu na dvourozměrné fotografické médium. Macpherson zdůrazňoval umělecké aspekty svých fotografií, v roce 1863 prohlásil: „Dodnes jsem byl fotografem, aniž bych měl pocit, že jsem tím opustil umění, nebo bych měl být zbaven svého nároku na titul umělce.“
Na začátku 60. let se Macphersonova fotografická kariéry dotkla svého vrcholu na výstavě v Edinburghu a v Londýně Jeho práce u kritiků sklidily ohlasy jako vybraná témata s jemnou citlivostí a fotografie provedené dovedně a delikátně....
Macpherson byl prvním fotografem, který mohl fotografovat uvnitř Vatikánského muzea a v roce 1863 publikoval knížku Vatican Sculptures, Selected and Arranged in the Order in which they are Found in the Galleries, průvodce 125 vatikánských soch, které jako dřevorytické ilustrace vyřezala manželka podle jeho fotografií.

## Pozdější život
Během pozdních 60. let bylo Macphersonovo podnikání v úpadku. Jeho zdravotní stav se zhoršil kvůli malárii, a zvyšující se politická nestabilita v Římě snížila proud britských turistů, kteří tvořili velkou část jeho zákazníků. Ve stejné době se díky technickému pokroku ve fotografii přestěhovalo médium z oblasti umělců k širokým vrstvám.
Robert Macpherson zemřel 17. listopadu 1872 a byl pohřben na San Lorenzo fuori le Mura v Římě, , ale jeho hrob se ztratil.  Zanechal po sobě manželku a děti Gerardine William (v italštině "Guglielmo"), Joseph ("Giuseppe"), Ada ("Aida") a Francis nebo Frank ("Francesco").
V průběhu své kariéry fotografa, Macpherson katalogizoval 1 019 fotografií. Dnes je významné množství prací Macphersona uloženo ve sbírkách George Eastman House, J. Paul Getty Museum, Courtauld Institute of Art nebo British School v Římě. Menší sbírky se nacházejí po celém světě.

## Galerie

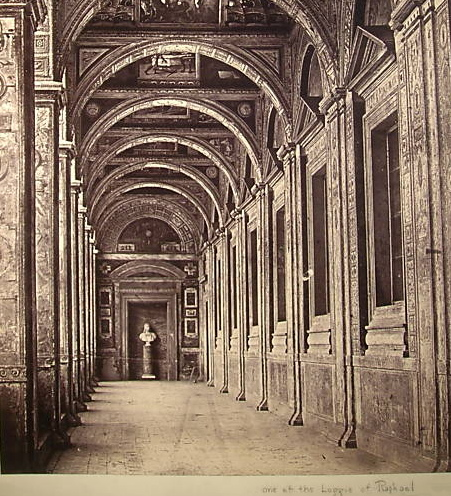
Řím - Loggia di Raffaello, Vaticano
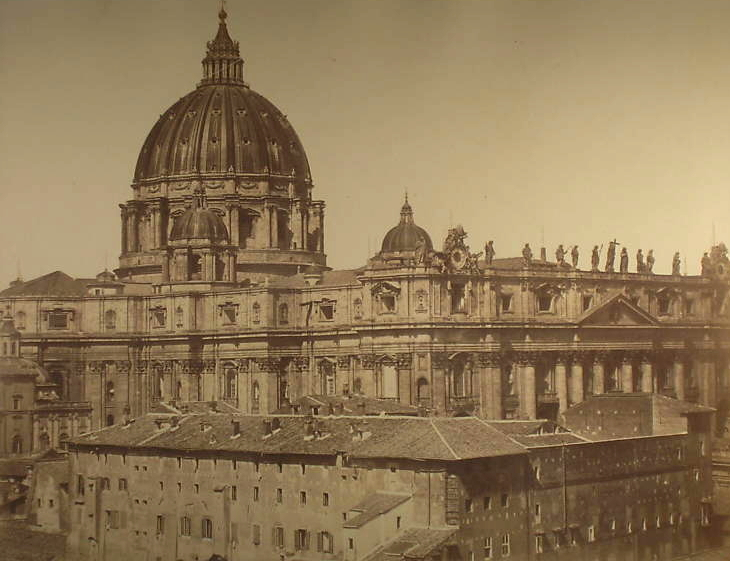
Řím - Cupola di San Pietro, Vaticano
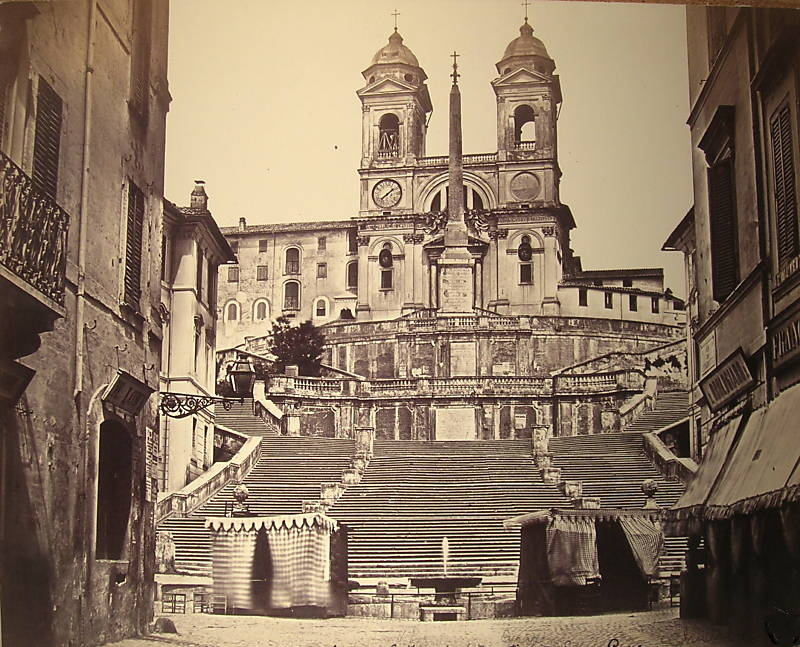
Řím - Trinità dei Monti
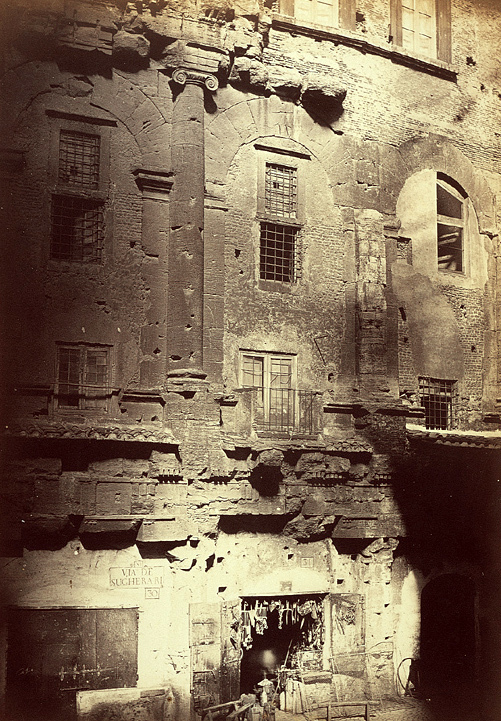
Řím - Il Teatro di Marcello a Roma, da Piazza Montanara, asi 1858
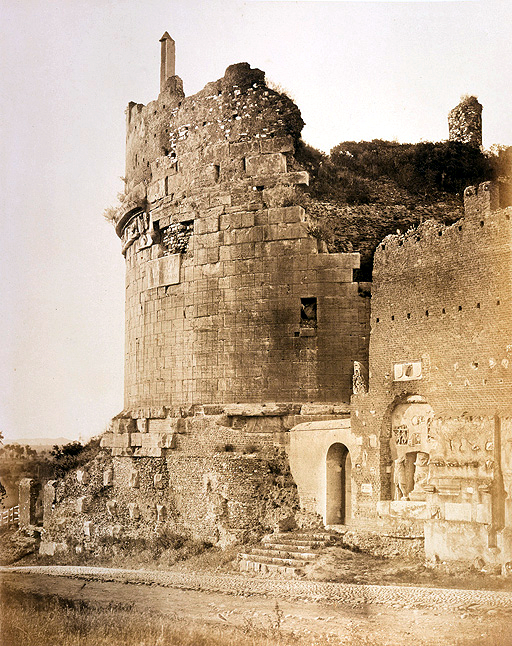
Il Tempio di Vesta a Tivoli, asi 1858